# Rio Itimitim
O rio Itimitim é um rio brasileiro do estado de São Paulo.